# Constantin Xypas
 (mars 2019).
Si vous disposez d'ouvrages ou d'articles de référence ou si vous connaissez des sites web de qualité traitant du thème abordé ici, merci de compléter l'article en donnant les références utiles à sa vérifiabilité et en les liant à la section « Notes et références ».
Constantin Xypas, né le 10 avril 1947 au Caire, d’origine grecque naturalisé français en 1976, était un professeur en sciences de l'éducation à l'Université catholique de l'Ouest (UCO) d'Angers, professeur associé à l'Université de Sherbrooke et à l'Université du Québec à Trois-Rivières. Il est marié avec Rosiane Maria Soares da Silva Xypas, professeure à l'Université fédérale du Pernambouc, au Brésil. Il enseigne maintenant au Brésil, le pays d'origine de sa femme.
Il est spécialiste de Jean Piaget à qui il a consacré quatre livres et de nombreux articles. Ses écrits ont renouvelé nos connaissances sur l'homme Piaget et dévoilé des aspects inconnus de son œuvre, notamment sa théorie éducative. Il a également mené des recherches sur l'éducation morale et l'éducation à la citoyenneté dans une perspective piagétienne.

## Cursus
- 1974, Licence ès lettres et histoire (Université d'Athènes).
- 1978, Doctorat en sciences de l'éducation (Université de Caen).
- 1999, Habilitation à diriger des recherches (Université Paris 8).

## Contribution scientifique

### Problématique
Les recherches de Xypas portant sur Piaget et l'éducation ont à l’origine l’observation d’un paradoxe : d’une part, Piaget est perçu comme un épistémologue austère qui ne s’intéresse à l’enfant qu’en tant que sujet épistémique, ce qui le conduirait à sous-estimer le poids de la socialisation, à négliger le facteur affectif dans le développement de l’enfant et à se désintéresser de l’éducation. Mais d’autre part, Piaget a fait l’essentiel de sa prestigieuse carrière à l’institut Jean-Jacques Rousseau de Genève, au départ une institution privée dont la mission était de former des instituteurs et de promouvoir l’Éducation nouvelle et la pédagogie active. Parallèlement, Piaget a assuré la direction du Bureau International d’éducation (BIE) de 1929 à 1968, et, de petite association non gouvernementale, il en a fait une institution internationale prestigieuse, précurseur de l’Unesco. Pourquoi le fondateur de la psychologie génétique s’est-il intéressé à l’éducation ? Et à quel titre ?

### La découverte d'un autre Piaget
Xypas a commencé par consulter l’ensemble de l’œuvre piagétienne estimée entre 8 000 et 10 000 pages, consultation qui a demandé vingt ans, pratiquant les méthodes biographique et historico-critique. Ainsi a-t-il établi le corpus complet des écrits piagétiens sur l’éducation, formulé la théorie éducative du Maître que Xypas qualifie de « tripolaire et paradoxale », démontré son fondement psychologique et enfin déterminé en quoi son influence fut décisive sur la recherche pédagogique des cinquante dernières années (Xypas, 1997a). 
Ensuite il a édité les textes concernant l’éducation morale et l’éducation à la citoyenneté à l’école. On y découvre un conférencier chaleureux et un pacifiste engagé préoccupé par la politique internationale, notamment la montée des nationalismes et des idéologies totalitaires. Afin de promouvoir la compréhension entre les peuples et les cultures, et, plus fondamentalement, d'éradiquer les causes anthropologiques de la guerre, Piaget prône l’éducation de la personne entière : éducation intellectuelle, morale et affective (Xypas, 1997b). 
Approfondissant ces deux dernières dimensions, Xypas a exhumé la théorie piagétienne de l’affectivité, originale à plus d’un titre : elle se nourrit de la psychanalyse autant qu’elle se démarque de Freud ; elle éclaire la relation entre l’intelligence et l’affectivité ; elle débouche sur la construction des sentiments moraux, des idéaux et des échelles de valeurs ; elle comporte enfin des stades de développement spécifiques (Xypas, 2001a). 
Pourquoi Piaget, psychologue de l’intelligence et épistémologue, s’est-il intéressé à l’éducation ? Poursuivant son investigation, Xypas s’est intéressé aux projets intimes qui établissent la cohérence de l’œuvre piagétienne et dévoilent le sens de sa vie. 
Il dévoile ainsi l’enfant précoce, l’adolescent sensible tourmenté par une crise religieuse, l’étudiant révolté par l’absurdité de la Grande Guerre, le pacifiste, le rebelle à l’ordre bourgeois, le réformateur humaniste qui se donne un projet éthique, (donner une assise scientifique à la morale), un projet humaniste (améliorer l’humanité par l’éducation) et un projet épistémologique (comprendre comment s’accroissent les connaissances) (Xypas, 2001b). Pour les autres apports du même auteur, voir la bibliographie.

## Œuvres

### Livres en lien avecJean Piaget
- Xypas, C. (1997a). Piaget et l’éducation. Paris : PUF, coll. Pédagogues et Pédagogie, 128 p.
- Piaget, J. (1997b). L’éducation morale à l’école. De l’éducation du citoyen à l’éducation internationale. Textes réunis et annotés, préface et postface de Constantin Xypas. Paris : Anthropos, 186 p.
- Xypas, C. (1999). Traduction portugaise : Piaget e a educaçâo. Lisboa : Instituto Piaget, Col. Horizontes pedagogicos, n° 55, 179 p.
- Xypas, C. (2001a). Les stades du développement affectif selon Piaget. Paris, L’Harmattan, coll. Psycho-Logiques, 169 p.
- Xypas, C. (2001b). L’autre Piaget. Cheminement intellectuel d’un éducateur d’humanité. Paris : L’Harmattan, coll. L’œuvre et la psyché, 195 p.
- Xypas, C. (2001c). Jean Piaget. In G. Avanzini (dir.), Dictionnaire historique de l’éducation chrétienne d’expression française (p. 523-524). Paris : Éditions Don Bosco.
- Xypas, C. (2002). L’étrange destinée des idées éducatives de Piaget. In CIVIIC, Les idées pédagogiques : patrimoine éducatif ? (p. 367-377). Rouen : Publications de l’Université de Rouen.
- Xypas, C. (dir.). (2003). Les citoyennetés scolaires. De la maternelle au lycée. Paris : PUF, 325 p. (Préface Philippe Meirieu, postface Guy Avanzini).
- Lenoir, Y., Xypas, C. et Jamet, C. (dir.). (2006). École et citoyenneté: Un défi multiculturel, Paris : A. Colin.

### Articles sur ou à partir de Piaget
- Xypas, C. (1982a). Jean Piaget : problématique et méthodologie. L'Ecole et la famille. Dossier d'éducation, 10, 1-17.
- Xypas, C., (1982b). Méthode psychogénétique et expérimentation piagétienne. L'Ecole et la famille. Dossier d'éducation, 10, 18-27.
- Xypas, C., (1982c). Méthode psychogénétique et explication de l'intelligence. L'Ecole et la famille. Dossier d'éducation, 10, 28-37.
- Xypas, C., (1993a). L’éducation, source de la morale et de la religion dans la pensée piagétienne. Nova et Vetera, 3, 205-217.
- Xypas, C., (1994b). Jean Piaget. "Le dossier du CLERSE", n° de mai, 13-15. [Centre Lyonnais d’Etudes et de Recherches en Sciences de l’Education].
- Xypas, C., (1995c). Pourquoi Piaget ne devint pas un grand biologiste. Le cas Jean Piaget à l'aune des théories de la connaissance. L'Enseignement Philosophique, 4, 38-59.
- Xypas, C., (1996). Biologie et morale. Le jeune Piaget au-delà de Darwin et de Lamarck. Impacts, 3,.25-31.
- Xypas, C., (1997a). Pourquoi Piaget ne devint pas psychanalyste. L'Enseignement Philosophique, 4, 43-55.
- Xypas, C., (1998). La socialisation dans la problématique éducative de Piaget. Bulletin de psychologie, 51, (5), 561-568.
- Xypas, C., (1999a). Nationalisme et xénophobie : psychogenèse d’un dérapage selon Jean Piaget. Hommage à Roger Texier, Impacts, 2-3, 133-149.
- Xypas, C., (1999b). De l'idée de patrie et de l'apparition des stéréotypes nationaux chez l'enfant. Pratiques de formation. Analyses, 37-38, 1999, 35-47.
- Xypas, C., (2000a). L'éducation entre nationalisme et universalisme. Cultures en mouvement. Sciences de l’Homme et Sociétés, 32, 27-29.
- Xypas, C., (2000b). Comment former un citoyen du monde ? Dialogue avec Jean Piaget. Cultures en mouvement. Sciences de l’Homme et Sociétés, 32, 30-32.
- Xypas, C., (2001a). La construction de l’idée de patrie et l’apparition des stéréotypes nationaux chez l’enfant. Revista Portugesa de Educação, 14, (1), 287-304.
- Xypas, C., (2003a). Jean Piaget : initiateur inattendu de la psychanalyse en France. Le Journal de Nervure (supplément à Nervure. Journal de Psychiatrie), décembre 2002/janvier 2003, XV, (9), 1-2 et 4-5.
- Xypas, C. (2003b). La construction d’une identité de citoyen à l’école. Obstacles et conditions, Le Télémaque, 23, 47-54.